# 8651 Alineraynal
8651 Alineraynal eller 1989 YU5 är en asteroid i huvudbältet som upptäcktes den 29 december 1989 av den belgiske astronomen Eric W. Elst vid Haute-Provence-observatoriet. Den är uppkallad efter den franska botanikern Aline Marie Raynal.
Asteroiden har en diameter på ungefär 4 kilometer.